# Xocoapa, Veracruz
Xocoapa är en ort i Mexiko.   Den ligger i kommunen Tezonapa och delstaten Veracruz, i den sydöstra delen av landet, 270 km öster om huvudstaden Mexico City. Xocoapa ligger 114 meter över havet och antalet invånare är 485.
Terrängen runt Xocoapa är varierad. Runt Xocoapa är det ganska tätbefolkat, med 56 invånare per kvadratkilometer. Närmaste större samhälle är Cosolapa, 15,4 km nordost om Xocoapa. I omgivningarna runt Xocoapa växer huvudsakligen savannskog.